# 桑帕·拉尤宁
桑帕·拉尤宁（芬蘭語：Samppa Lajunen，1979年4月23日—），芬兰男子北欧两项运动员。他曾代表芬兰参加1998年和2002年冬季奥林匹克运动会北欧两项比赛，共获得三枚金牌和二枚银牌。